# Orgaantheorie
De orgaantheorie is een theorie binnen het Belgisch recht aan de hand waarvan rechtshandelingen van de organen van een rechtspersoon kunnen worden toegerekend aan de rechtspersoon zelf. Deze theorie werd ontwikkeld door de rechtspraak en rechtsleer.
Aangezien rechtspersonen geen fysieke personen van vlees en bloed zijn, kunnen zij niet persoonlijk optreden in het rechtsverkeer. Om te kunnen functioneren in het rechtsverkeer, hebben zij vertegenwoordigers, natuurlijke personen nodig die in hun naam en voor hun rekening rechtshandelingen stellen. Deze vertegenwoordigers zijn de zgn. organen, en worden wettelijk (bij publieke rechtspersonen) of statutair (bij private rechtspersonen) aangeduid. Een voorbeeld van een orgaan is de zaakvoerder of de raad van bestuur in een bvba.
De orgaantheorie wijst erop neer dat in principe de fouten van de organen worden toegerekend aan de rechtspersoon zelf. Hierop bestaan wel uitzonderingen, zoals in het geval van zware of opzettelijke fouten.

## Publieke rechtspersonen
Bij publieke rechtspersonen wijkt de invulling van de orgaantheorie af van de invulling bij private rechtspersonen.
Eerst ging men uit van een verruimde orgaantheorie. Hierbij rees echter het probleem van de ongelijke behandeling tussen contractueel en wettelijk aangestelden: de contractueel aangestelden konden zich bij fouten begaan tijdens de uitoefening van hun functie beroepen op art. 18 van de Arbeidsovereenkomstenwet, terwijl wettelijk aangestelden dit niet konden. Het toenmalig Arbitragehof wees op deze ongelijkheid in zijn arrest van 9 februari 2000. De wetgever reageerde met de Wet van 10 februari 2003, waarin dezelfde immuniteit stond beschreven voor statutair overheidspersoneel als in art. 18 van de Arbeidsovereenkomstenwet. 
Daarnaast maakte de wet een onderscheid tussen ondergeschikte personeelsleden (zoals leerkrachten, politieagenten ...) en zelfstandige vertegenwoordigers van de overheid (rechters, burgemeesters ...). Bij een fout van een ondergeschikt personeelslid in de uitoefening van diens functie, kan de overheid aansprakelijk worden gesteld op basis van art. 1384 BW, dat stelt dat werkgevers aansprakelijk zijn voor de fouten van hun werknemers. Bij een fout van een zelfstandige vertegenwoordiger van de overheid in de uitoefening van hun functie, kan de overheid aansprakelijk worden gesteld op basis van art. 1382 BW.